# Шамшурін Олександр Якович
Шамшу́рін Олекса́ндр Я́кович (*25 листопада 1923, місто Іжевськ — †15 січня 1988, місто Глазов) — військовик, учасник Другої світової війни, Герой Радянського Союзу (24 березня 1945 р.).
Працював на Іжевському машинобудівному заводі. У Другій світовій війні з серпня 1943 року. Брав участь у боях Західного та 2-го Блоруського фронтів. Був командиром відділення 492-го стрілецького полку 199-ї стрілецької дивізії 49-ї армії. Сержант Шамшурін серед перших 26 червня 1944 року перетнув річку Дніпро в районі села Поликовичі-I Могилівської області і викликав на себе вогонь противника, відволікаючи при цьому увагу від переправи, брав участь у відбитті контратак та утримання захоплених рубежів.
В 1945 році демобілізований. Жив та працював спочатку в Іжевську, з 1955 році мешкав в Глазові.
Нагороджений орденами Леніна, Вітчизняної війни I ступеня, Червоної Зірки, Слави III ступеня, декількома медалями.